# Yoshimitsu Tsuji
Yoshimitsu Tsuji (jap. 辻 善光, Tsuji Yoshimitsu; * 11. August 1984) ist ein ehemaliger japanischer Straßenradrennfahrer.

## Sportlicher Werdegang
Yoshimitsu Tsuji begann seine internationale Karriere 2007 beim japanischen Continental Team Matrix Powertag. In seinem ersten Jahr dort wurde er Dritter der Gesamtwertung bei der Tour de Kumano. Im nächsten Jahr gewann er das Straßenrennen beim National Sports Festival in Japan, 2009 wurde er Achter bei der Tour de Seoul. 2010 und 2011 fuhr Tsuji für die Mannschaft Utsunomiya Blitzen. Bei der Tour de Kumano 2010 gewann er die erste Etappe, was sein einziger Sieg bei einem internationalen Rennen blieb. 2012 fuhr er für das Team Ukyo, mit dem er bei der Tour de Kumano als Dritter der ersten Etappe nochmals eine Podiumsplatzierung erreichte.
Seit der Saison 2014 wird Yoshimitsu Tsuji nicht mehr in den internationalen Ergebnislisten geführt.

## Erfolge
2010
- eine Etappe Tour de Kumano

## Teams
- 2007: Matrix Powertag
- 2008: Matrix Powertag
- 2009: Matrix Powertag
- 2010: Utsunomiya Blitzen
- 2011: Utsunomiya Blitzen
- 2012: Team Ukyo